# Сійрі Рантанен
Сійрі Рантанен (фін. Siiri Rantanen; уроджена Лінтунен; 14 грудня 1924, Тохмаярві — 5 травня 2023) — фінська лижниця, олімпійська чемпіонка, багаторазова призерка чемпіонатів світу.

## Кар'єра
На Олімпійських іграх 1952 року в Осло, здобула бронзу в гонці на 10 км, єдиній на той момент дисципліні у змаганнях лижниць.
На Олімпійських іграх 1956 року в Кортіна-д'Ампеццо стала олімпійською чемпіонкою в естафетній гонці, в якій вона бігла останній етап і в драматичній боротьбі вирвала перемогу у радянської лижниці Радьї Єрошиної. В особистих перегонах на 10 км посіла 5-е місце.
На Олімпійських іграх 1960 року в Скво-Веллі, здобула бронзу в естафетних перегонах, також зайняла 15-е місце в гонці на 10 км.
За свою кар'єру на чемпіонатах світу здобула 3 срібні та 2 бронзові нагороди.
На чемпіонатах Фінляндії перемагала 11 разів, 3 рази у перегонах на 5 км, 3 рази у перегонах на 10 км та 5 разів у естафетах.
Окрім лижних гонок, успішно займалася легкою атлетикою: була триразовою чемпіонкою Фінляндії в особистому та командному кросі, а також в естафеті 3х800 метрів. Також займалася шосейними велогонками, була чемпіонкою Фінляндії особистої гонці на 50 км.
Чотири рази (у 1954, 1956, 1958 та 1959 роках) визнавалася спортсменкою року у Фінляндії.
У 2015 році удостоєна персональної пенсії (1324 євро) від Міністерства освіти та культури Фінляндії.
У 2017 році, на чемпіонаті світу з лижних видів спорту Сійрі Рантанен, у віці 92 років, здійснила показовий виступ на лахтинському стадіоні.
Станом на початок весни 2023 року посідала третє місце за старшинством серед усіх олімпійських чемпіонів після Агнеш Келеті (нар. 9 січня 1921) і Шарля Коста (нар. 8 лютого 1924).